# Municipio de Greenbrier (Arkansas)
El municipio de Greenbrier (en inglés: Greenbrier Township) es un municipio ubicado en el condado de Independence en el estado estadounidense de Arkansas. En el año 2010 tenía una población de 1807 habitantes y una densidad poblacional de 17,66 personas por km².

## Geografía
El municipio de Greenbrier se encuentra ubicado en las coordenadas 35°44′7″N 91°45′15″O / 35.73528, -91.75417. Según la Oficina del Censo de los Estados Unidos, el municipio tiene una superficie total de 102.34 km², de la cual 100,71 km² corresponden a tierra firme y (1,59 %) 1,63 km² es agua.

## Demografía
Según el censo de 2010, había 1807 personas residiendo en el municipio de Greenbrier. La densidad de población era de 17,66 hab./km². De los 1807 habitantes, el municipio de Greenbrier estaba compuesto por el 96,24 % blancos, el 1,38 % eran afroamericanos, el 0,39 % eran amerindios, el 0,61 % eran de otras razas y el 1,38 % eran de una mezcla de razas. Del total de la población el 1,66 % eran hispanos o latinos de cualquier raza.